# Stanisław Ustupski
Stanisław Ustupski (* 15. November 1966) ist ein ehemaliger polnischer Nordischer Kombinierer. Er wurde dreizehn Mal polnischer Meister.

## Werdegang
Ustupski gehörte dem Skisportverein Wisła-Gwardia Zakopane an. Bereits als Siebzehnjähriger gewann er als Dritter im Teamwettbewerb seine erste nationale Medaille. Bei den Nordischen Junioren-Skiweltmeisterschaften 1985 in Täsch wurde er Vierzehnter im Einzel. Gemeinsam mit Janusz Guńka und Tadeusz Bafia wurde er 1987 erstmals polnischer Meister in der Nordischen Kombination. Ein Jahr später in Zakopane gewann er auch im Einzel die Goldmedaille.
Seinen ersten internationalen Wettbewerb bestritt er im Januar 1989 im deutschen Reit im Winkl, wo er mit einem siebten Platz seine ersten Weltcup-Punkte holen konnte. Eine Woche später erreichte er mit dem zweiten Platz in Breitenwang sein bestes Karriereresultat und zum einzigen Mal das Podium im Weltcup. Kurze Zeit später gewann er erstmals eine nationale Medaille bei den Skisprung-Meisterschaften in Wisła, als er Zweiter im Team wurde. In den nationalen Wettkämpfen der Nordischen Kombinierer wurde er erneut Meister im Einzel als auch im Team. Bis 1994 konnte Ustupski insgesamt dreizehn Meistertitel in der Nordischen Kombination gewinnen.
Auch bei seiner dritten Teilnahme an Nordischen Skiweltmeisterschaften 1991 in Val die Fiemme kam Ustupski nicht in die Top 20 und belegte den 26. Platz. 1992 war er Teilnehmer der Olympischen Winterspiele in Albertville, wo er sich mit einer guten Laufleistung von dem achtzehnten Platz nach dem Springen noch auf Rang 8 verbessern konnte. Nur wenige Tage später gewann Ustupski am 22. Februar 1992 in Szczyrk seinen ersten und einzigen Wettbewerb im zweitklassigen Europacup. Bei den Olympischen Winterspielen 1994 in Lillehammer belegte er den 21. Platz.

## Erfolge

### B-Weltcup-Siege im Einzel
| Nr. | Datum            | Ort     | Disziplin            |
| --- | ---------------- | ------- | -------------------- |
| 1.  | 22. Februar 1992 | Szczyrk | Gundersen HS90/15 km |

## Statistik

### Platzierungen bei Olympischen Winterspielen
| Jahr und Ort     | Wettbewerb | Wettbewerb | Wettbewerb |
| Jahr und Ort     | Einzel     | Team       |            |
| ---------------- | ---------- | ---------- | ---------- |
| 1992 Albertville | 08.        | –          |            |
| 1994 Lillehammer | 21.        | –          |            |

### Weltcup-Platzierungen
| Saison  | Platz | Punkte |
| ------- | ----- | ------ |
| 1988/89 | 13.   | 029    |
| 1989/90 | 32.   | 002    |
| 1990/91 | 20.   | 012    |
| 1991/92 | 17.   | 018    |
| 1993/94 | 28.   | 155    |

### B-Weltcup-Platzierungen
| Saison  | Platz | Punkte |
| ------- | ----- | ------ |
| 1990/91 | 21.   | 015    |
| 1991/92 | 19.   | 025    |